# Fallablemma greenei
Fallablemma greenei là một loài nhện trong họ Tetrablemmidae.
Loài này thuộc chi Fallablemma. Fallablemma greenei được Lehtinen miêu tả năm 1981.